# Joint Typhoon Warning Center
Il Joint Typhoon Warning Center (Centro congiunto di allerta tifoni) o JTWC è una organizzazione governativa statunitense fondata nel 1959 con sede a Pearl Harbor, nelle isole Hawaii, e costituita dalla Marina Militare statunitense e dalla Aviazione Militare Statunitense.
L'organizzazione ha il compito di emanare gli allarmi relativi alla presenza di cicloni tropicali nell'area dell'Oceano Indiano e dell'area dell'Oceano Pacifico a favore del Dipartimento della Difesa degli Stati Uniti.